# Cocal (ort i Brasilien, Piauí, Cocal)
Cocal är en ort i Brasilien.   Den ligger i kommunen Cocal och delstaten Piauí, i den östra delen av landet, 1 500 km norr om huvudstaden Brasília. Cocal ligger 129 meter över havet och antalet invånare är 12 097.
Terrängen runt Cocal är platt. Runt Cocal är det glesbefolkat, med 19 invånare per kvadratkilometer.. Det finns inga andra samhällen i närheten.
Omgivningarna runt Cocal är huvudsakligen savann.